# Listă de filme fantastice din anii 1990
Aceasta este o listă de filme fantastice din anii 1990:
| 1990 • 1991 • 1992 • 1993 • 1994 • 1995 • 1996 • 1997 • 1998 • 1999 |                                                |                                                                     | |                                       |
| Titlu                                                               | Regizor                                        | Actori                                                              | Țara | Note                                  |
| 1990                                                                |                                                |                                                                     | |                                       |
| Les 1001 Nuits                                                      | Philippe de Broca                              | Catherine Zeta-Jones, Thierry Lhermitte, Gérard Jugnot              | Franța | Comedie fantastică                    |
| The Silver Chair                                                    | Alex Kirby                                     | David Thwaites, Camilla Power, Tat Whalley, Ailsa Berk              | Regatul Unit al Marii Britanii și al Irlandei de Nord                                                            |                                       |
| A Chinese Ghost Story Part II                                       | Ching Siu Tung                                 | Leslie Cheung, Joey Wong, Michelle Reis                             | Hong Kong |                                       |
| Coroana de foc                                                      | Sergiu Nicolaescu                              | Sergiu Nicolaescu, George Alexandru, Vladimir Găitan                | România |                                       |
| Don Juan, Mi Querido Fantasma                                       | Antonio Mercero                                | Juan Luis Galiardo, Maria Barranco, Verónica Forqué                 | Spania |                                       |
| Dreams                                                              | Akira Kurosawa                                 | Akira Terao, Martin Scorsese, Mitsunori Isaki, Chishu Ryu           | Japonia · Statele Unite ale Americii                                                                             |                                       |
| Edward Scissorhands                                                 | Tim Burton                                     | Johnny Depp, Winona Ryder, Dianne Wiest                             | Statele Unite ale Americii                                                                                       |                                       |
| Erotic Ghost Story                                                  | Ngai Kai-Lam                                   | Leslie Cheung                                                       | Hong Kong |                                       |
| Ghost                                                               | Jerry Zucker                                   | Patrick Swayze, Demi Moore, Whoopi Goldberg, Tony Goldwyn           | Statele Unite ale Americii                                                                                       |                                       |
| Ghost Dad                                                           | Sidney Poitier                                 | Bill Cosby, Kimberly Russell, Denise Nicholas                       | Statele Unite ale Americii                                                                                       |                                       |
| Heart Condition                                                     | James D. Parriott                              | Bob Hoskins, Denzel Washington, Chloe Webb                          | Statele Unite ale Americii                                                                                       |                                       |
| Little Nemo: Adventures in Slumberland                              | Masami Hata and William T. Hurtz               | Gabriel Damon, Mickey Rooney, Bernard Erhard, Laura Mooney          | Japonia |                                       |
| Mr. Destiny                                                         | James Orr                                      | James Belushi, Michael Caine, Linda Hamilton                        | Statele Unite ale Americii                                                                                       |                                       |
| Nouvelle Vague                                                      | Jean-Luc Godard                                | Alain Delon, Domiziana Giordano, Roland Amstutz                     | Franța · Elveția                                                                                                 |                                       |
| The Nutcracker Prince                                               | Paul Schibli                                   |                                                                     | Canada |                                       |
| Quest for the Mighty Sword                                          | Joe D'Amato                                    | Eric Allan Kramer, Margaret Lenzey, Donald O'Brien                  | Italia |                                       |
| The Rescuers Down Under                                             | Hendel Butoy, Mike Gabriel                     |                                                                     | Statele Unite ale Americii                                                                                       | Film de animație                      |
| Saga of the Phoenix                                                 | Ngai Kai Lam, Sze Yu Lau                       | Gloria Yip, Yuen Biao, Hiroshi Abe                                  | Hong Kong |                                       |
| Teenage Mutant Ninja Turtles                                        | Steven Barron                                  | Judith Hoag, Elias Koteas, Ray Serra                                | Statele Unite ale Americii                                                                                       |                                       |
| Wings of Fame                                                       | Otakar Votocek                                 | Peter O'Toole, Colin Firth                                          | Țările de Jos |                                       |
| The Witches                                                         | Nicolas Roeg                                   | Anjelica Huston, Mai Zetterling, Jasen Fisher                       | Regatul Unit al Marii Britanii și al Irlandei de Nord · Statele Unite ale Americii                               |                                       |
| 1991                                                                |                                                |                                                                     | |                                       |
| Beastmaster 2: Through the Portal of Time                           | Sylvio Tabet                                   | Marc Singer, Kari Wührer, Wings Hauser                              | Statele Unite ale Americii                                                                                       |                                       |
| Beauty and the Beast                                                | Gary Trousdale, Kirk Wise                      |                                                                     | Statele Unite ale Americii                                                                                       | Film de animație                      |
| Bill & Ted's Bogus Journey                                          | Peter Hewitt                                   | Keanu Reeves, Alex Winter, Bill Sadler                              | Statele Unite ale Americii                                                                                       |                                       |
| Defending Your Life                                                 | Albert Brooks                                  | Albert Brooks, Meryl Streep, Rip Torn                               | Statele Unite ale Americii                                                                                       |                                       |
| Delicatessen                                                        | Marc Caro, Jean-Pierre Jeunet                  | Dominique Pinon, Marie-Laure Dougnac, Jean-Claude Dreyfus           | Franța |                                       |
| Delirious                                                           | Tom Mankiewicz                                 | John Candy, Mariel Hemingway, Emma Samms                            | Statele Unite ale Americii                                                                                       |                                       |
| The Double Life of Veronique                                        | Krzysztof Kieslowski                           | Irène Jacob                                                         | Polonia · Franța                                                                                                 |                                       |
| The Fisher King                                                     | Terry Gilliam                                  | Robin Williams, Jeff Bridges, Mercedes Ruehl                        | Statele Unite ale Americii                                                                                       |                                       |
| Highlander II: The Quickening                                       | Russell Mulcahy                                | Christopher Lambert, Sean Connery, Virginia Madsen                  | Regatul Unit al Marii Britanii și al Irlandei de Nord · Statele Unite ale Americii                               |                                       |
| Hook                                                                | Steven Spielberg                               | Robin Williams, Dustin Hoffman, Julia Roberts                       | Statele Unite ale Americii                                                                                       |                                       |
| The Neverending Story II: The Next Chapter                          | George T. Miller                               | Jonathan Brandis, Clarissa Burt                                     | Statele Unite ale Americii · Germania                                                                            |                                       |
| The Polar Bear King                                                 | Ola Solum                                      | Jack Fjeldstad, Maria Bonnevie, Tobias Hoesl,                       | Germania | altă denumire Kvitebjørn Kong Valemon |
| Prospero's Books                                                    | Peter Greenaway                                | John Gielgud, Michael Clark, Michel Blanc                           | Regatul Unit al Marii Britanii și al Irlandei de Nord · Franța                                                   |                                       |
| Truly, Madly, Deeply                                                | Anthony Minghella                              | Juliet Stevenson, Alan Rickman, Bill Paterson                       | Regatul Unit al Marii Britanii și al Irlandei de Nord                                                            |                                       |
| 1992                                                                |                                                |                                                                     | |                                       |
| Aladdin                                                             | Ron Clements, John Musker                      |                                                                     | Statele Unite ale Americii                                                                                       | Film de animație                      |
| Army of Darkness                                                    | Sam Raimi                                      | Bruce Campbell, Embeth Davidtz, Marcus Gilbert                      | Statele Unite ale Americii                                                                                       |                                       |
| Batman Returns                                                      | Tim Burton                                     | Michael Keaton, Danny DeVito, Michelle Pfeiffer                     | Statele Unite ale Americii                                                                                       |                                       |
| Freddie as F.R.O.7                                                  | Jon Acevski                                    |                                                                     | Statele Unite ale Americii · Regatul Unit al Marii Britanii și al Irlandei de Nord                               | Film de animație                      |
| Into the West                                                       | Mike Newell                                    | Gabriel Byrne, Ciaran Fitzgerald, Ruaidhri Conroy                   | Republica Irlanda · Regatul Unit al Marii Britanii și al Irlandei de Nord · Statele Unite ale Americii · Japonia |                                       |
| Orlando                                                             | Sally Potter                                   | Tilda Swinton, Billy Zane, Lothaire Bluteau                         | Regatul Unit al Marii Britanii și al Irlandei de Nord · Italia · Franța · Țările de Jos                          |                                       |
| Porco Rosso                                                         | Hayao Miyazaki                                 |                                                                     | Japonia | Anime                                 |
| A Prelude to a Kiss                                                 | Norman Rene                                    | Alec Baldwin, Meg Ryan, Kathy Bates                                 | Jamaica · Statele Unite ale Americii                                                                             |                                       |
| 1993                                                                |                                                |                                                                     | |                                       |
| Batman: Mask of the Phantasm                                        | Eric Radomski, Bruce Timm                      |                                                                     | Statele Unite ale Americii                                                                                       | Film de animație                      |
| The Bride With White Hair                                           | Philip Kwok, Ronny Yu                          | Brigitte Lin, Leslie Cheung, Nam Kit-Ying                           | Hong Kong |                                       |
| The Bride with White Hair 2                                         | Ronny Yu, David Wu                             | Sunny Chan, Christy Chung, Joey Maan Yee-man                        | Hong Kong |                                       |
| Double, Double, Toil and Trouble                                    | Stuart Margolin                                | Mary-Kate Olsen, Ashley Olsen                                       | Statele Unite ale Americii                                                                                       |                                       |
| Green Snake                                                         | Tsui Hark                                      | Maggie Cheung, Joey Wong, Zhao Wenzhuo                              | Hong Kong |                                       |
| Groundhog Day                                                       | Harold Ramis                                   | Bill Murray, Andie MacDowell, Chris Elliott                         | Statele Unite ale Americii                                                                                       |                                       |
| Heart and Souls                                                     | Ron Underwood                                  | Robert Downey, Jr., Charles Grodin, Alfre Woodard                   | Statele Unite ale Americii                                                                                       |                                       |
| Hocus Pocus                                                         | Kenny Ortega                                   | Bette Midler, Sarah Jessica Parker, Kathy Najimy                    | Statele Unite ale Americii                                                                                       |                                       |
| Last Action Hero                                                    | John McTiernan                                 | Arnold Schwarzenegger, Austin O'Brien, F. Murray Abraham            | Statele Unite ale Americii                                                                                       |                                       |
| Legend of the Liquid Sword                                          |                                                |                                                                     | Hong Kong |                                       |
| The Nightmare Before Christmas                                      | Henry Selick                                   |                                                                     | Statele Unite ale Americii                                                                                       | Stop-Motion film                      |
| Ninja Scroll                                                        | Yoshiaki Kawajiri                              |                                                                     | Japonia | Anime film                            |
| Super Mario Bros.                                                   | Annabel Jankel, Rocky Morton                   | Bob Hoskins, John Leguizamo, Dennis Hopper                          | Statele Unite ale Americii                                                                                       |                                       |
| Teenage Mutant Ninja Turtles III                                    | Stuart Gillard                                 | Elias Koteas, Paige Turco, Stuart Wilson                            | Statele Unite ale Americii                                                                                       |                                       |
| Les Visiteurs                                                       | Jean-Marie Poire                               | Christian Clavier, Jean Reno, Valérie Lemercier                     | Franța |                                       |
| Wishman                                                             | Mike Marvin                                    | Paul Le Mat, Geoffrey Lewis, Paul Gleason, Quin Kessler             | Statele Unite ale Americii                                                                                       |                                       |
| Zero Patience                                                       | John Greyson                                   | John Robinson, Dianne Heatherington, Bernard Behrens                | Canada |                                       |
| 1994                                                                |                                                |                                                                     | |                                       |
| Thumbelina                                                          | Don Bluth, Gary Goldma                         | Jodi Benson, Gino Conforti, Barbara Cook                            | Statele Unite ale Americii                                                                                       | Film de animație                      |
| The Crow                                                            | Alex Proyas                                    | Brandon Lee, Ernie Hudson, Michael Wincott                          | Statele Unite ale Americii                                                                                       |                                       |
| Faust                                                               | Jan Švankmajer                                 |                                                                     | Cehia · Franța · Regatul Unit al Marii Britanii și al Irlandei de Nord · Germania                                | Stop-Motion film                      |
| Heavenly Creatures                                                  | Peter Jackson                                  | Melanie Lynskey, Kate Winslet                                       | Noua Zeelandă |                                       |
| North                                                               | Rob Reiner                                     | Elijah Wood, Bruce Willis, Jon Lovitz                               | Statele Unite ale Americii                                                                                       |                                       |
| Pom Poko                                                            | Isao Takahata                                  |                                                                     | Japonia | Anime film                            |
| The Lion King                                                       | Roger Allers, Rob Minkoff                      |                                                                     | Statele Unite ale Americii                                                                                       | Film de animație                      |
| The Mask                                                            | Chuck Russell                                  | Jim Carrey, Cameron Diaz, Peter Riegert                             | Statele Unite ale Americii                                                                                       |                                       |
| The Neverending Story 3                                             | Peter MacDonald                                | Jason James Richter, Melody Kay, Freddie Jones                      | Regatul Unit al Marii Britanii și al Irlandei de Nord · Germania                                                 |                                       |
| The Pagemaster                                                      | Joe Johnston                                   | Macaulay Culkin, Christopher Lloyd, Ed Begley, Jr.                  | Statele Unite ale Americii                                                                                       | Film de animație                      |
| The Santa Clause                                                    | John Pasquin, Bill Elvin                       | Tim Allen, Judge Reinhold, Wendy Crewson                            | Statele Unite ale Americii                                                                                       |                                       |
| The Swan Princess                                                   | Richard Rich                                   |                                                                     | Statele Unite ale Americii                                                                                       | Film de animație                      |
| 1995                                                                |                                                |                                                                     | |                                       |
| Babe                                                                | Chris Noonan                                   | James Cromwell, Magda Szubanski                                     | Australia |                                       |
| Batman Forever                                                      | Joel Schumacher                                | Val Kilmer, Tommy Lee Jones, Jim Carrey, Chris O'Donnell            | Statele Unite ale Americii                                                                                       |                                       |
| The City of Lost Children                                           | Marc Caro, Jean-Pierre Jeunet                  | Ron Perlman, Daniel Emilfork, Judith Vittet                         | Franța · Spania · Germania                                                                                       |                                       |
| Casper                                                              | Brad Silberling                                | Christina Ricci, Bill Pullman, Cathy Moriarty                       | Statele Unite ale Americii                                                                                       |                                       |
| Don't Die Without Telling Me Where You're Going                     | Eliseo Subiela                                 | Darío Grandinetti, Mariana Arias                                    | Argentina |                                       |
| The Indian in the Cupboard                                          | Frank Oz                                       | Hal Scardino, Litefoot, Lindsay Crouse                              | Statele Unite ale Americii                                                                                       |                                       |
| Jumanji                                                             | Joe Johnston                                   | Robin Williams, Bonnie Hunt, Kirsten Dunst                          | Statele Unite ale Americii                                                                                       |                                       |
| A Kid in King Arthur's Court                                        | Michael Gottlieb                               | Debora Weston, Barry Stanton, Shane Rimmer                          | Statele Unite ale Americii                                                                                       |                                       |
| Memories                                                            | Katsuhiro Otomo, Koji Morimoto, Tensai Okamura |                                                                     | Japonia | Anime film                            |
| Mighty Morphin Power Rangers: The Movie                             | Bryan Spicer                                   | Karen Ashley, Johnny Yong Bosch, Steve Cardenas                     | Statele Unite ale Americii                                                                                       |                                       |
| Mortal Kombat                                                       | Paul W.S. Anderson                             | Robin Shou, Linden Ashby, Bridgette Wilson                          | Statele Unite ale Americii                                                                                       |                                       |
| Rough Magic                                                         | Clare Peploe                                   | Bridget Fonda, Russell Crowe, Jim Broadbent                         | Franța · Regatul Unit al Marii Britanii și al Irlandei de Nord                                                   |                                       |
| Slayers The Motion Picture                                          | Kazuo Yamazaki                                 |                                                                     | Japonia | Anime film                            |
| Toy Story                                                           | John Lasseter                                  |                                                                     | Statele Unite ale Americii                                                                                       | Film de animație                      |
| 1996                                                                |                                                |                                                                     | |                                       |
| The Adventures of Pinocchio                                         | Steven Barron                                  | Martin Landau                                                       | Statele Unite ale Americii · Regatul Unit al Marii Britanii și al Irlandei de Nord · Franța · Germania           |                                       |
| The Crow: City of Angels                                            | Tim Pope                                       | Vincent Perez, Mia Kirshner, Richard Brooks                         | Statele Unite ale Americii                                                                                       |                                       |
| Dragonheart                                                         | Rob Cohen                                      | Dennis Quaid, David Thewlis, Pete Postlethwaite                     | Statele Unite ale Americii                                                                                       |                                       |
| James and the Giant Peach                                           | Henry Selick                                   | Paul Terry, Simon Callow, Richard Dreyfuss                          | Statele Unite ale Americii                                                                                       | Stop-Motion film                      |
| Kazaam                                                              | Paul Michael Glaser                            | Shaquille O'Neal, Francis Capra, Ally Walker                        | Statele Unite ale Americii                                                                                       |                                       |
| Matilda                                                             | Danny DeVito                                   | Mara Wilson, Danny DeVito, Rhea Perlman                             | Statele Unite ale Americii                                                                                       |                                       |
| Phenomenon                                                          | Jon Turteltaub                                 | John Travolta, Kyra Sedgwick, Forest Whitaker                       | Statele Unite ale Americii                                                                                       |                                       |
| The Preacher's Wife                                                 | Penny Marshall                                 | Denzel Washington, Whitney Houston, Courtney Vance                  | Statele Unite ale Americii                                                                                       |                                       |
| Slayers Return                                                      | Kunihiko Yuyama                                |                                                                     | Japonia | Anime film                            |
| 1997                                                                |                                                |                                                                     | |                                       |
| Batman & Robin                                                      | Joel Schumacher                                | Arnold Schwarzenegger, George Clooney, Chris O'Donnell, Uma Thurman | Statele Unite ale Americii                                                                                       |                                       |
| The Borrowers                                                       | Peter Hewitt                                   | John Goodman, Jim Broadbent, Mark Williams                          | Regatul Unit al Marii Britanii și al Irlandei de Nord                                                            | Film remake                           |
| Flubber                                                             | Les Mayfield                                   | Robin Williams, Marcia Gay Harden, Christopher McDonald             | Statele Unite ale Americii                                                                                       |                                       |
| Hercules                                                            | Ron Clements, John Musker                      |                                                                     | Statele Unite ale Americii                                                                                       | Film de animație                      |
| A Life Less Ordinary                                                | Danny Boyle                                    | Ewan McGregor, Cameron Diaz, Holly Hunter                           | Regatul Unit al Marii Britanii și al Irlandei de Nord                                                            |                                       |
| Princess Mononoke                                                   | Hayao Miyazaki                                 |                                                                     | Japonia | Anime film                            |
| Kull the Conqueror                                                  | John Nicolella                                 | Kevin Sorbo, Tia Carrere, Thomas Ian Griffith                       | Statele Unite ale Americii                                                                                       |                                       |
| Mortal Kombat: Annihilation                                         | John R. Leonetti                               | Robin Shou, Talisa Soto, James Remar                                | Statele Unite ale Americii                                                                                       |                                       |
| Photographing Fairies                                               | Nick Willing                                   | Toby Stephens, Emily Woof, Ben Kingsley                             | Regatul Unit al Marii Britanii și al Irlandei de Nord                                                            |                                       |
| Slayers Great                                                       | Kunihiko Yuyama                                |                                                                     | Japonia | Anime film                            |
| Spawn                                                               | Mark A.Z. Dippé                                | John Leguizamo, Michael Jai White, Martin Sheen                     | Statele Unite ale Americii                                                                                       |                                       |
| Twilight of the Ice Nymphs                                          | Guy Maddin                                     | Pascale Bussières, Nigel Whitmey, Shelley Duvall                    | Canada |                                       |
| Warriors of Virtue                                                  | Ronny Yu                                       | Angus MacFadyen, Mario Yedidia, Marley Shelton                      | Statele Unite ale Americii                                                                                       |                                       |
| 1998                                                                |                                                |                                                                     | |                                       |
| A Bug's Life                                                        | John Lasseter, Andrew Stanton                  |                                                                     | Statele Unite ale Americii                                                                                       | Film de animație                      |
| A Very Unlucky Leprechaun                                           | Brian Kelly                                    | Warwick Davis, Danielle Lombardi, Stephanie Lombardi                | Republica Irlanda · Regatul Unit al Marii Britanii și al Irlandei de Nord · Statele Unite ale Americii           |                                       |
| After Life                                                          | Hirokazu Koreeda                               | Arata, Erika Oda, Susumu Terajima                                   | Japonia |                                       |
| Antz                                                                | Eric Darnell, Tim Johnson                      |                                                                     | Statele Unite ale Americii                                                                                       | Film de animație                      |
| Babe: Pig in the City                                               | George Miller                                  | Magda Szubanski, James Cromwell, Mary Stein                         | Statele Unite ale Americii                                                                                       |                                       |
| Blade                                                               | Stephen Norrington                             | Wesley Snipes, Stephen Dorff, Kris Kristofferson                    | Statele Unite ale Americii                                                                                       |                                       |
| City of Angels                                                      | Brad Silberling                                | Nicolas Cage, Meg Ryan, Andre Braugher                              | Statele Unite ale Americii                                                                                       |                                       |
| Jacob Two Two Meets the Hooded Fang                                 | George Bloomfield                              | Gary Busey, Miranda Richardson, Ice-T                               | Canada |                                       |
| Kirikou and the Sorceress                                           | Michel Ocelot                                  | Doudou Gueye Thiaw, Maimouna N'Diaye, Awa Sene Sarr                 | Franța | Film de animație                      |
| Meet Joe Black                                                      | Martin Brest                                   | Brad Pitt, Anthony Hopkins, Claire Forlani                          | Statele Unite ale Americii                                                                                       |                                       |
| Pokémon: The First Movie                                            | Kunihiko Yuyama                                |                                                                     | Japonia | Anime film                            |
| Practical Magic                                                     | Griffin Dunne                                  | Sandra Bullock, Nicole Kidman                                       | Statele Unite ale Americii                                                                                       |                                       |
| Quest for Camelot                                                   | Frederik Du Chau                               |                                                                     | Statele Unite ale Americii                                                                                       | Film de animație                      |
| Sliding Doors                                                       | Peter Howitt                                   | Gwyneth Paltrow, John Hannah, John Lynch                            | Statele Unite ale Americii                                                                                       |                                       |
| Slayers Gorgeous                                                    | Hiroshi Watanabe                               |                                                                     | Japonia | Anime film                            |
| Small Soldiers                                                      | Joe Dante                                      | Frank Langella, Tommy Lee Jones, Ernest Borgnine                    | Statele Unite ale Americii                                                                                       |                                       |
| The Storm Riders                                                    | Andrew Lau                                     | Aaron Kwok, Ekin Cheng, Sonny Chiba                                 | Hong Kong |                                       |
| What Dreams May Come                                                | Vincent Ward                                   | Robin Williams, Cuba Gooding, Jr., Annabella Sciorra                | Statele Unite ale Americii                                                                                       |                                       |
| The Wolves of Kromer                                                | Will Gould                                     | Lee Williams, James Layton, Rita Davies                             | Regatul Unit al Marii Britanii și al Irlandei de Nord                                                            |                                       |
| 1999                                                                |                                                |                                                                     | |                                       |
| The 13th Warrior                                                    | John McTiernan                                 | Antonio Banderas, Diane Venora, Dennis Storhoi                      | Canada · Statele Unite ale Americii                                                                              |                                       |
| Being John Malkovich                                                | Spike Jonze                                    | John Cusack, Cameron Diaz, Catherine Keener                         | Statele Unite ale Americii · Regatul Unit al Marii Britanii și al Irlandei de Nord                               |                                       |
| Dogma                                                               | Kevin Smith                                    | Ben Affleck, Matt Damon, Linda Fiorentino                           | Statele Unite ale Americii                                                                                       |                                       |
| Fantasia 2000                                                       | Various directors                              |                                                                     | Statele Unite ale Americii                                                                                       | Film de animație                      |
| The Green Mile                                                      | Frank Darabont                                 | Tom Hanks, David Morse, Bonnie Hunt                                 | Statele Unite ale Americii                                                                                       |                                       |
| Pokémon: The Movie 2000                                             | Kunihiko Yuyama, Michael Haigney               |                                                                     | Japonia | Anime film                            |
| Mystery Men                                                         | Kinka Usher                                    | Ben Stiller, Hank Azaria, William H. Macy                           | Statele Unite ale Americii                                                                                       |                                       |
| Tarzan                                                              | Chris Buck, Kevin Lima                         |                                                                     | Statele Unite ale Americii                                                                                       | Film de animație                      |
| Toy Story 2                                                         | John Lasseter, Lee Unkrich, Ash Brannon        |                                                                     | Statele Unite ale Americii                                                                                       | Film de animație                      |
| Tuvalu                                                              | Veit Helmer                                    | Denis Lavant, Chulpan Khamatova, Philippe Clay                      | Germania |                                       |